# 高橋治 (建築学者)
高橋 治（たかはし おさむ、1967年〈昭和42年〉3月17日 - ）は、日本の建築構造技術者、建築学者、一級建築士、工学博士、東京理科大学工学部建築学科教授。
建築用オイルダンパーや三次元免震装置の開発者として知られ、免震・制振・構造補強分野で研究開発と構造設計に努める。ポリウレア樹脂を用いた構造補強・防災技術の実用化にも先鞭をつけた。
CFRP（炭素繊維強化プラスチック）による電波塔構造設計を日本で初めて実現。

## 来歴
東京都北区生まれ。祖父は関電工出身で、満州鉄道の設計に関わった。戦後に創業した電気設備工事会社の家庭で育つ。
小学校卒業後は、新大久保にある海城中学校・高等学校に進学。
その後、東京理科大学工学部第一部建築学科に現役合格。在学中は合気道部に所属し、本部道場や日本武道館での演武に取り組んだ。

## 学歴
- 東京理科大学工学部第一部建築学科（平野道勝研究室）
- 東京理科大学大学院工学系研究科建築学専攻修士課程修了
- 2006年、オイルダンパーの研究により東京理科大学から工学博士（論文博士）を取得。博士指導教員は松崎育弘教授（平野道勝教授退官後）

## 職歴
- 株式会社構造計画研究所（約20年間勤務） 最終役職：執行役員 技師長 構造D&E担当役員
- 建築構造設計・監理、耐震診断、免震装置開発、建築用ソフトウェア開発などに従事
- 東京理科大学工学部建築学科 教授（2015年～）同年、葛飾キャンパスにて「高橋治研究室」を設立
- 2017年、東京理科大学の研究成果をもとに、災害対策・構造設計を推進する取り組みの一環として、大学発ベンチャーに関与。

## 主な業績と受賞
- 建築用オイルダンパーの開発[4][5][6]【グッドデザイン賞・2001年[7]】
- 三次元免震装置の開発[8][9][10]と実装[11]【日本建築学会賞（技術）・2012年[12][13]】
- 津波シェルターの開発[14]【ジャパン・レジリエンス・アワード（優良賞）・2025年[15]】
- CFRP（炭素繊維強化プラスチック）による日本初の電波塔を構造設計[16]

## 所属
- 東京理科大学工学部建築学科 - 教授[17]
- 日本建築学会 - FRP合成構造設計法小委員会 委員[18]
- 防衛省 北関東防衛局 - ECI方式アドバイザー[19]
- 防衛省 北関東防衛局 調達部建築科 - 北関東防衛局競争参加資格等審査委員会に係る総合評価アドバイザー[20]

## メディア出演
- 2010/4/2 - NHKおはよう日本
- 2013/4/27 - NHK TOMORROW
- 2020/3/16 - NetIB-NEWS[21]
- 2023/9/1 - テレビ東京系列 ガイアの夜明け[22]
- 2024/10/10 - 岡崎信用金庫 経済月報[23]
- 2025/2/4 - 日本経済新聞[24]
- 2025/2/5 - 日本経済新聞[25]
- 2025/2/5 - 北日本新聞[26]
- 2025/2/5 - 富山新聞[27]
- 2025/2/6 - 朝日新聞[28]
- 2025/2/8 - NHK 富山 NEWS WEB[29]
- 2025/5/6 - トルコ公共放送（TRT World）[30]

## 特許
建築構造物の耐震・制振技術に関する研究を主軸とし、特にオイルダンパーに関する実用的な開発に従事。東京理科大学公式サイトによれば、複数の関連特許を保有している。
【引用元】東京理科大学研究者情報データベースRIDAIより抜粋
| [ 出願番号 ] 2022-107078      |
| [ 出願年月日 ] 2022年7月1日   |
| [ 発明等の名称 ] 杭の設計方法 |
| [ 状態 ] 出願公開             |

| [ 出願番号 ] 2021-069089     |
| [ 出願年月日 ] 2021年4月15日 |
| [ 発明等の名称 ] 鉄筋保持具  |
| [ 状態 ] 登録                |

| [ 出願番号 ] 2021-069088     |
| [ 出願年月日 ] 2021年4月15日 |
| [ 発明等の名称 ] 鉄筋保持具  |
| [ 状態 ] 登録                |

| [ 出願番号 ] 2019-092749                              |
| [ 出願年月日 ] 2019年5月16日                          |
| [ 発明等の名称 ] 支持ユニット、及びロープ耐震ユニット |
| [ 状態 ] 登録                                         |

| [ 出願番号 ] 2018-072751          |
| [ 出願年月日 ] 2018年4月4日       |
| [ 発明等の名称 ] 天井制振システム |
| [ 状態 ] 登録                     |

| [ 出願番号 ] 2017-243973      |
| [ 出願年月日 ] 2017年12月20日 |
| [ 発明等の名称 ] 柱脚接合構造 |
| [ 状態 ] 登録                 |

| [ 出願番号 ] 2017-101700      |
| [ 出願年月日 ] 2017年5月23日  |
| [ 発明等の名称 ] 制震補強方法 |
| [ 状態 ] 登録                 |

| [ 出願番号 ] 2017-000723                |
| [ 出願年月日 ] 2017年1月5日             |
| [ 発明等の名称 ] 締結治具、及び補強装置 |
| [ 状態 ] 登録                           |

| [ 出願番号 ] 2016-145375      |
| [ 出願年月日 ] 2016年7月25日  |
| [ 発明等の名称 ] 振動制御装置 |
| [ 状態 ] 登録                 |